# Les Bizots
 Les Bizots  es una comuna y población de Francia, en la región de Borgoña, departamento de Saona y Loira, en el distrito de Autun y cantón de Montcenis.
Su población en el censo de 1999 era de 435 habitantes.
Está integrada en la Communauté urbaine Le Creusot-Montceau-les-Mines .

## Demografía
| 294 | 286 | 233 | 369 | 472 | 435 |
| Para los censos de 1962 a 1999 la población legal corresponde a la población sin duplicidades (Fuente: INSEE [Consultar]) |     |     |     |     |     |